# Sinoxylon japonicum
Sinoxylon japonicum är en skalbaggsart som beskrevs av Pierre Lesne 1895. Sinoxylon japonicum ingår i släktet Sinoxylon och familjen kapuschongbaggar. Inga underarter finns listade i Catalogue of Life.